# Naikliu
Naikliu is een bestuurslaag in het regentschap Kupang van de provincie Oost-Nusa Tenggara, Indonesië. Naikliu telt 1631 inwoners (volkstelling 2010).